# SOR NB 12
SOR NB 12 — городской автобус, выпускаемый чешской компанией SOR Libchavy с 2008 по 2022 год. Существовали также:
- сочленённый автобус SOR NB 18;
- троллейбусы SOR TNB 12 и Škoda 30Tr.

## Конструкция
Принципиальным отличием автобуса SOR NB 12 от SOR BN 12 является то, что у него полностью низкий пол (у предыдущей модели был также высокий пол). Также некоторые модели имеют 4 входные двери. 
Компоновка автобуса заднемоторная, заднеприводная. Кузов сделан из металла. Также присутствуют места для колясок в центре салона. Передняя ось — SOR или ZF, задняя — ZF.
Также производился газомоторный вариант SOR NBG 12 с дизельным двигателем внутреннего сгорания Iveco Cursor 8 и четырьмя газовыми баллонами на крыше.

## Производство
Первый прототип автобуса SOR NB 12 был представлен в 2006 году. Серийно автобус производился с 2008 года.
С 2009 года выпускались небольшими партиями троллейбусы. С 2015 года выпускался автобус с газомоторным двигателем. Несколько таких моделей эксплуатировались параллельно с Iveco Urbanway.
Производство завершилось в 2022 году.

## Галерея

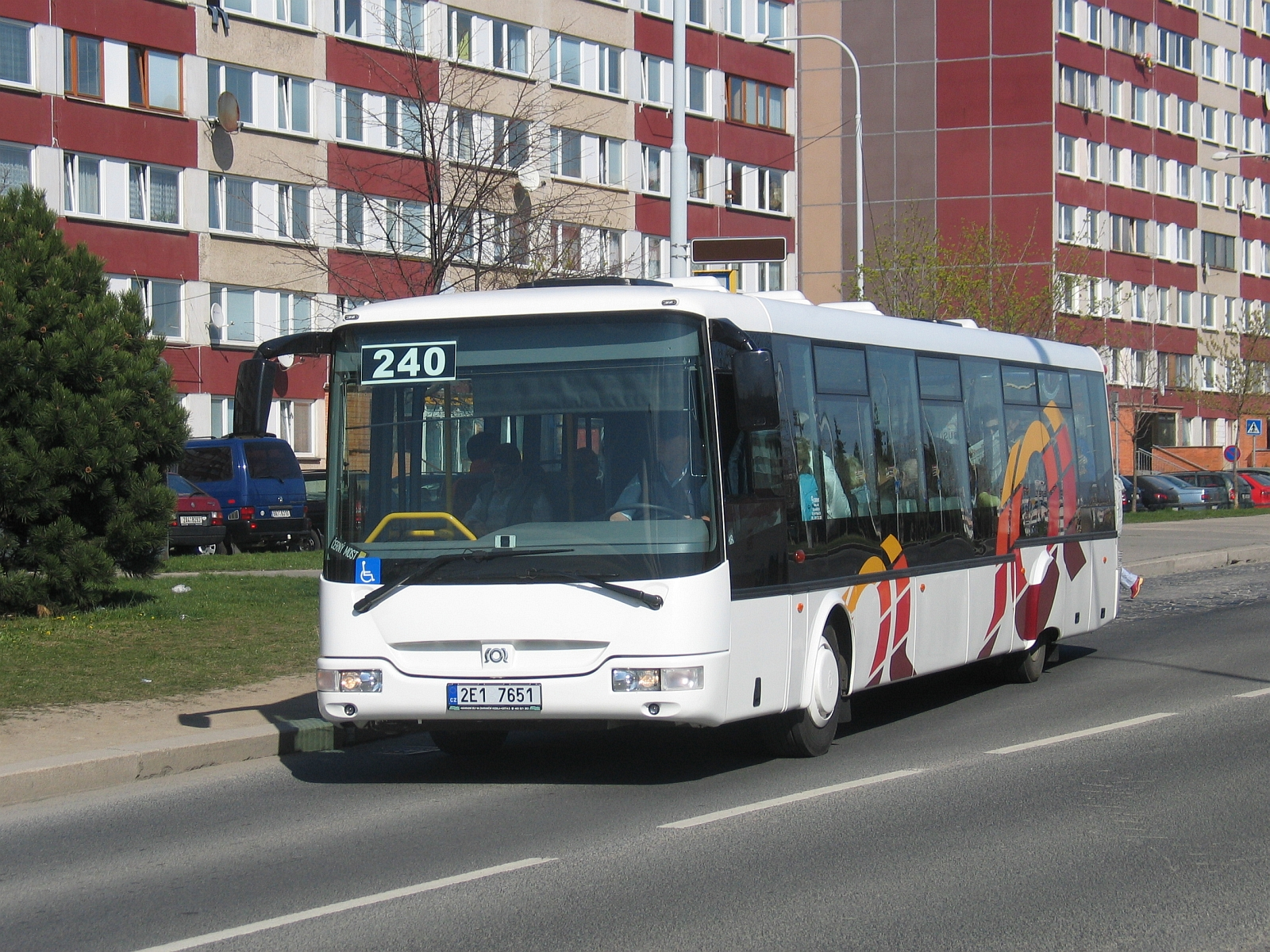
SOR NB 12 в Праге
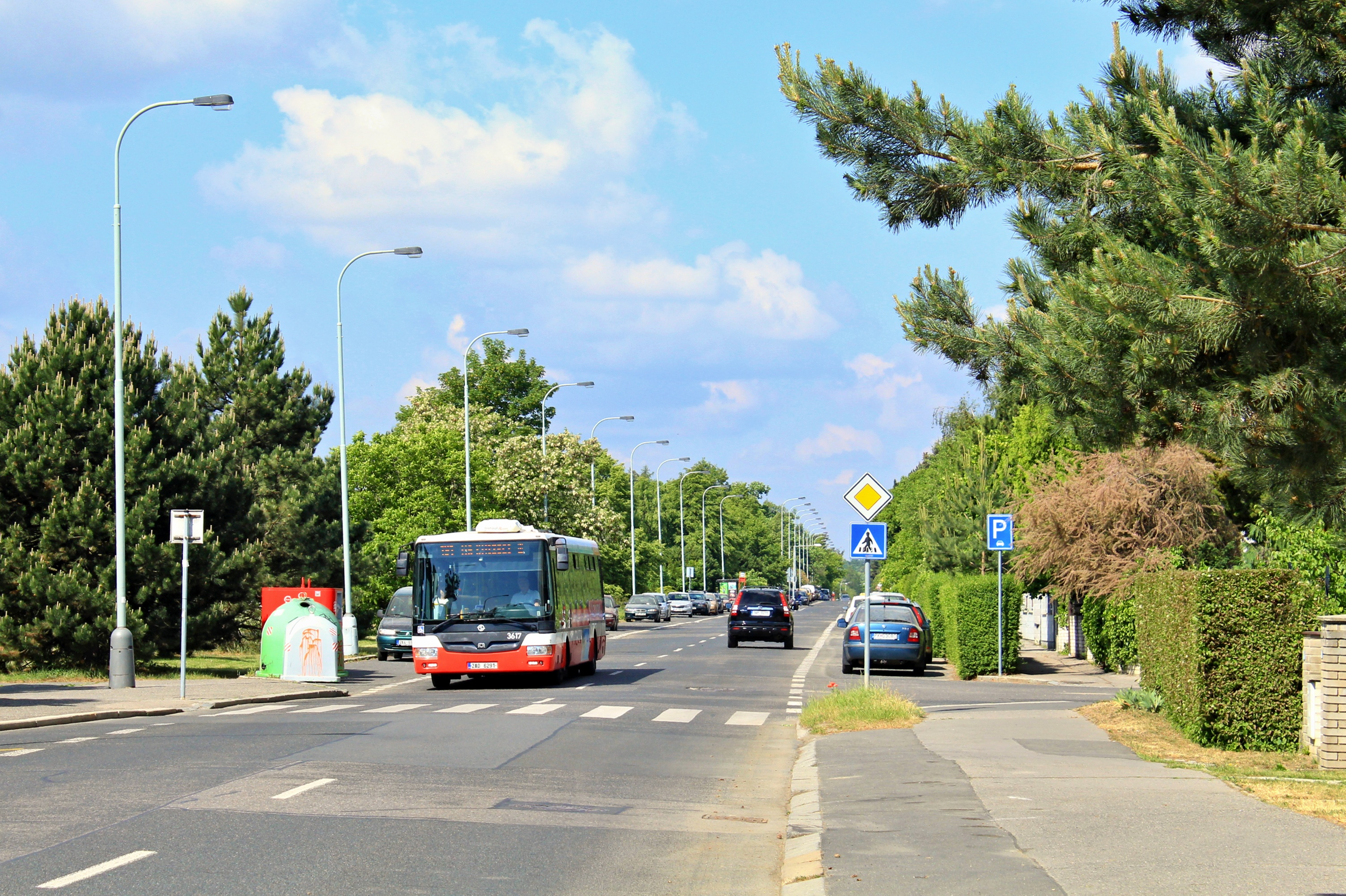
SOR NB 12 в Праге, маршрут 191
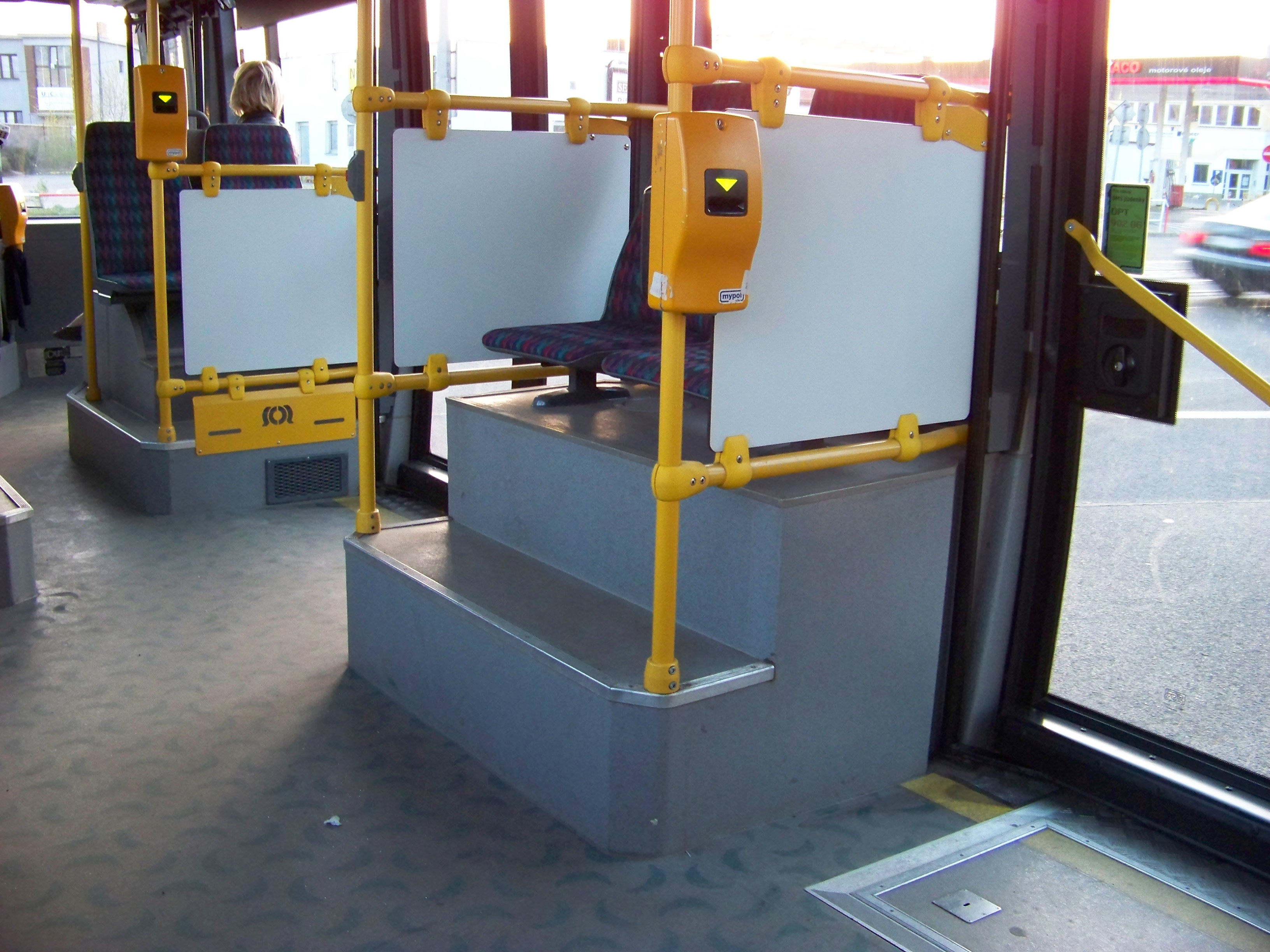
Салон автобуса
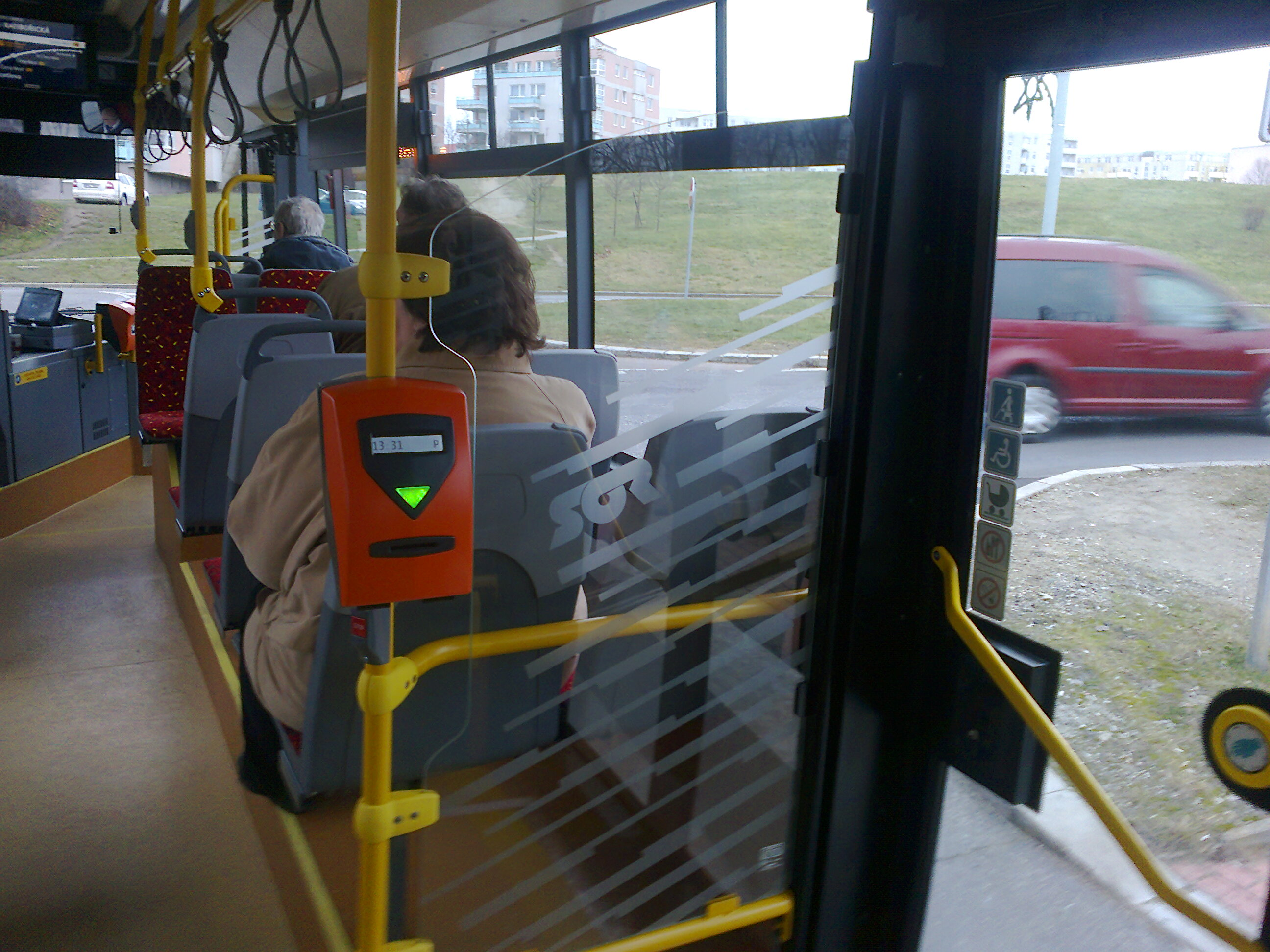
Салон со стеклянными перегородками
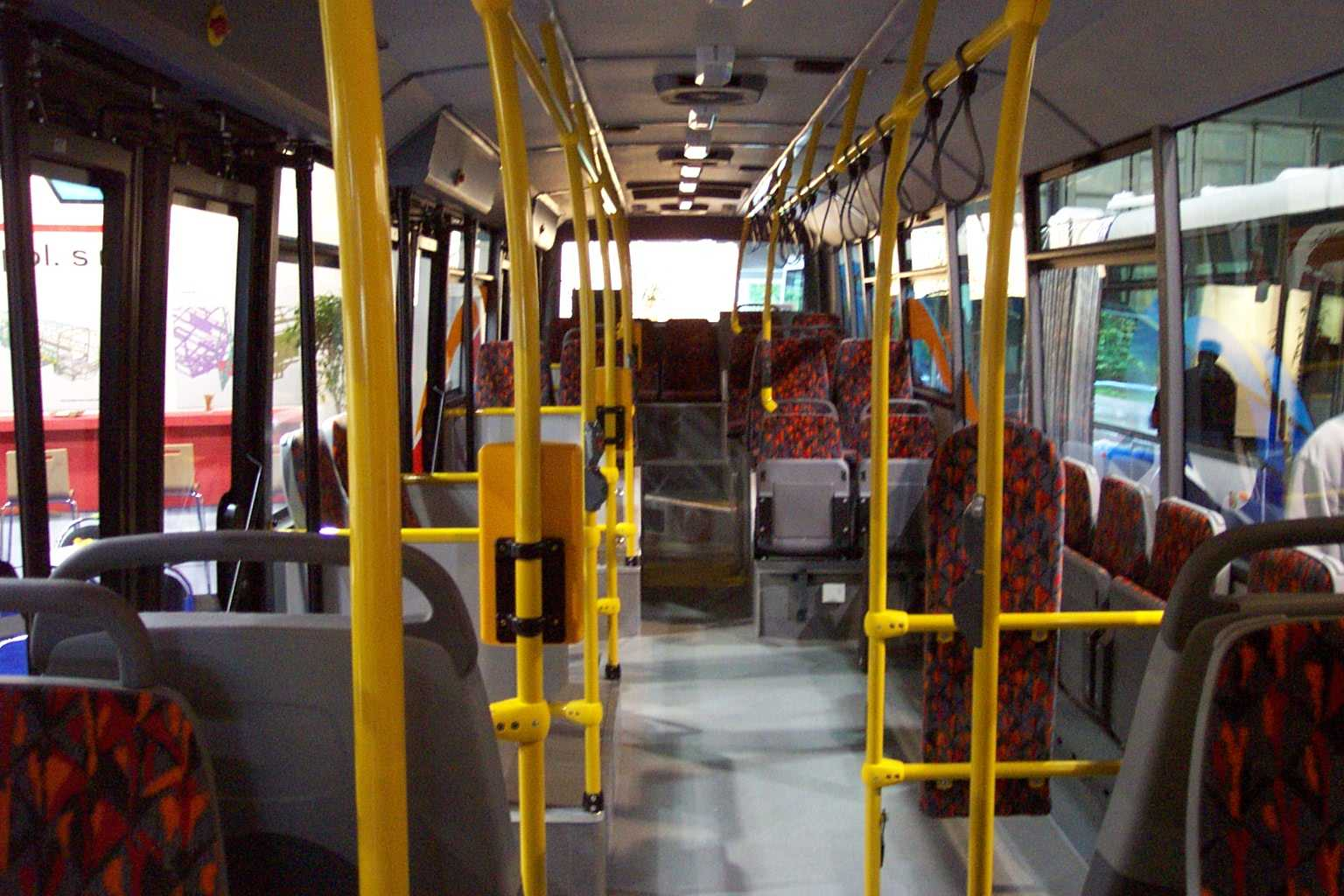
Салон, вид назад